# Nelonen
La Nelonen (in finlandese Numero quattro) è la sesta divisione del campionato di calcio finlandese ed è gestita a livello regionale. 
È composta da 15 gironi all'italiana, con una suddivisione provinciale. Le squadre promosse salgono nella Kolmonen; le retrocesse scendono nella Vitonen.

## Gruppi
I gironi sono così ripartiti per regione:
- Helsinki - 2 gruppi (24 squadre)

Gruppo 1 2010 Archiviato il 13 febbraio 2013 in Archive.is.
Gruppo 2 2010 Archiviato il 13 febbraio 2013 in Archive.is.
- Uusimaa - 2 gruppi (23 squadre)

Gruppo 1 2010
Gruppo 2 2010
- Kaakkois-Suomi (Finlandia Sud-orientale) - 1 gruppo (11 squadre)

Risultati 2010
- Itä-Suomi (Finlandia orientale)- 2 gruppi (20 squadre)

Gruppo A 2010
Gruppo B 2010
- Keski-Suomi (Finlandia centrale)- 1 gruppo (9 squadre)

Risultati 2010
- Pohjois-Suomi (Finlandia settentrionale)- 2 gruppi (17 squadre)

Distretto Oulu 2010
Distretto Lappi 2010
- Keski-Pohjanmaa (Ostrobotnia centrale) - 1 gruppo (12 squadre)

Risultati 2010 Archiviato il 9 settembre 2012 in Archive.is.
- Vaasa  - 1 gruppo (12 squadre)

Risultati 2010
- Satakunta - 1 gruppo (9 squadre)

Risultati 2010
- Tampere - 1 gruppo (12 squadre)

Risultati 2010
- Turku ja Ahvenanmaa (Turku e Isole Åland) - 1 gruppo (12 squadre)

Risultati 2010 Archiviato il 21 settembre 2010 in Internet Archive.